# 九州特急フリーきっぷ
九州特急フリーきっぷ（きゅうしゅうとっきゅうフリーきっぷ）は、2007年から期間限定で九州旅客鉄道（JR九州）が企画・発売している特別企画乗車券である。
本項では、2009年発売の関連商品「コロプラ★乗り放題きっぷ」（コロプラのりほうだいきっぷ）についても解説する。

## 概説
有効日数と発売額は、2日間用が22,000円、3日間用が25,000円。
発売期間は2日間用なら利用開始の前日・3日間用は同じく前々日までで、どちらも連続した2日間・3日間で利用しなければならない。最終日において乗車中の列車が日をまたがって運行をする場合、その列車を下車するまで有効である。
購入できる場所は九州内に限られ、JR九州の駅みどりの窓口、旧ジョイロードや主な旅行会社で販売された。なお、博多駅では3日間用に限り硬券での販売も行っていた。

### 2007年
JR九州の20周年を記念した「スタンプラリー20」キャンペーンにあわせて企画された。そのため、利用できるのは2007年1月10日 - 7月16日で、同キャンペーンと同じ期間となっていた。
JR九州内の九州新幹線を含むすべての特急列車、普通列車全列車の普通車自由席に乗車することが出来る。指定席やグリーン席についても、それぞれ別途指定席券やグリーン券を購入することで利用することが可能。ただし寝台特急列車で利用できるのは普通車指定席と立席のみ（この場合も同様に追加で券を購入することにより利用できる）。

### 2008年
JR九州が2008年7月19日 - 11月24日に開催した「JR九州スタンプラリー トレインピック2008」に合わせて再登場。期間限定販売で、価格・使用条件は2007年と同じ。

## コロプラ★乗り放題きっぷ
2009年は九州特急フリーきっぷは発売されなかったが、携帯電話の位置測定機能を使用するスタンプラリー形式のゲーム（位置ゲー）で、会員数約55万人（2009年10月25日時点）の「コロニーな生活☆PLUS」とタイアップし、11月2日から2010年3月31日まで「コロプラ★乗り放題きっぷ」を発売した。「コロニーな生活☆PLUS」の会員でなく、またJR九州の50駅を回るイベント「九州一周塗りつぶし位置ゲーの旅」（2009年11月7日 - 2010年3月31日）に参加しない場合でも普通のフリー切符として購入・利用は可能。有効期間内のJR九州全線（九州新幹線を含む）に、特急自由席を含めて乗り降り自由。指定席やグリーン席については、それぞれ別途指定席券やグリーン券を購入することで利用することが可能。また2010年7月16日から2011年6月30日まで「日本縦断！花いっぱい　位置ゲーの旅」キャンペーンの一環として再度発売された。
用途・有効日数別に以下の3種類が用意された。

### 九州新幹線全線開業前
北部九州版
- エリア - 福岡県・佐賀県・長崎県のJR九州全線、豊肥本線全線・大分駅以北の日豊本線・熊本駅以北の鹿児島本線、山陽本線の一部（門司駅 - 下関駅間）
  - 山陽新幹線、博多南線および民鉄線、公営・第三セクター鉄道は利用不可
- 有効期間 - 連続する2日間
- 設定期間 - 2009年11月7日 - 2010年4月2日、2010年7月16日 - 2011年3月11日
- 価格 - 10,000円（小児半額）

南九州版
- エリア - 宮崎県・鹿児島県のJR九州全線、大分駅以南の日豊本線・熊本駅以南の鹿児島本線・三角線・肥薩線
  - 民鉄線、公営・第三セクター鉄道は利用不可
- 有効期間 - 連続する2日間
- 設定期間 - 2009年11月7日 - 2010年4月2日、2010年7月16日 - 2011年2月28日
- 価格 - 16,000円（小児半額）

全九州版
- エリア - JR九州全線
  - 山陽新幹線、博多南線および民鉄線、公営・第三セクター鉄道は利用不可
- 有効期間 - 連続する2日間または3日間
- 設定期間 - 2009年11月7日 - 2010年4月2日、2010年7月16日 - 2011年3月11日（2日間用は2011年2月28日まで）
- 価格 - 2日用22,000円（小児半額）、3日用25,000円（同）

九州新幹線全線開業に伴い、用途・有効日数・価格の変更があり、以下の2種類が用意された。有効日の設定期間は全券種とも2011年3月12日-2011年7月2日

### 九州新幹線全線開業後
北部九州版
- エリア - 福岡県・佐賀県・長崎県のJR九州全線、豊肥本線全線・大分駅以北の日豊本線・熊本駅以北の鹿児島本線・九州新幹線、山陽本線の一部（門司駅 - 下関駅間）
  - 山陽新幹線、博多南線および民鉄線、公営・第三セクター鉄道は利用不可
- 有効期間 - 連続する2日間
- 設定期間 - 2011年3月11日 - 2011年6月30日
- 価格 - 17,000円（小児半額）

全九州版
- エリア - JR九州全線
  - 山陽新幹線、博多南線および民鉄線、公営・第三セクター鉄道は利用不可
- 有効期間 - 連続する3日間
- 設定期間 - 2011年3月11日 - 2011年6月30日
- 価格 - 3日用36,000円（小児半額）